# João Candido Portinari
João Candido Portinari (Rio de Janeiro, 1939) é um professor e escritor brasileiro. Único filho de Candido Portinari, é o fundador e diretor-geral do Projeto Portinari. É matemático com doutorado em engenharia de telecomunicações.
Foi premiado com o Prêmio Jabuti de Literatura na categoria "Arquitetura e Urbanismo, Comunicação e Artes", em 2005, lançou o Catálogo Raisonné da obra completa de seu pai em 2004 e também ganhou o prêmio Prêmio Sérgio Milliet, em 2005.
Atuou[carece de fontes?] na busca pelo quadro O Lavrador de Café, furtado do Museu de Arte de São Paulo (MASP) em 2007, que foi achado sem danificações pela polícia e agentes federais. Ele pediu para reforçar a segurança do MASP,[carece de fontes?] de onde também foi roubado um quadro de Pablo Picasso.
Também escreveu vários livros sobre a vida e a obra de Portinari, com destaque para o livro Menino de Brodowski.

## Artigo
- Portinari, João Candido (abril de 2000). «Projeto Portinari». Estud. av. 14 (38). 34 páginas. doi:10.1590/S0103-40142000000100021